# PowerSplash
PowerSplash ist die Bezeichnung eines Stahlachterbahnmodells des Herstellers Mack Rides, welches erstmals 2016 ausgeliefert wurde. Der Prototyp dieser Anlage ist die im belgischen Walibi Belgium befindliche Achterbahn Pulsar. Sie zählt zu den Kategorien der Wasserachterbahnen, Shuttle Coaster und Launched Coaster.

## Fahrtablauf
PowerSplash kann über eine Drehplattform an der Station verfügen. Ist diese vorhanden, wird der Wagen zu Beginn aus der Station heraus auf die eigentliche Schiene gedreht. Ist die Plattform nicht vorhanden, so entfällt diese Prozedur. Anschließend wird der Wagen rückwärts mittels eines 2000 PS starken LSM abgeschossen und fährt eine etwas längere Gerade rückwärts und einen ersten, 45 m hohen senkrechten Turm hinauf. Auf Grund der noch nicht erreichten Höchstgeschwindigkeit schafft der Wagen es aber nicht bis zur Spitze und fährt der Turm vorwärts wieder hinab. Im Bereich der Station bzw. Drehplattform wird der Wagen weiter beschleunigt und fährt den zweiten, senkrechten Turm hinauf. Auch diesen rollt er wieder zurück und wird vor der Station bzw. Drehplattform ein weiteres Mal beschleunigt, dieses Mal auf die Höchstgeschwindigkeit von 100 km/h. Dadurch schafft der Wagen nun auch die Höhe des ersten Turmes. In der Zeit, in der der Wagen auf dem ersten Turm ist, wird die Strecke unterhalb des Turmes mit Wasser geflutet. Nachdem der Wagen diesen Turm herabgefahren ist, fährt er durch die mit Wasser überflutete Schiene und es kommt zum für Wasserachterbahnen bekannten Splashdown. Dadurch wird der Wagen auch abgebremst.

## Wagen
PowerSplash verfügt über ein bis zwei einzelne Wagen. In jedem Wagen können 20 Personen (fünf Reihen à vier Personen) Platz nehmen.

## Auslieferungen
| Achterbahn          | Betreiber                                  | Land                         | Eröffnung             |
| ------------------- | ------------------------------------------ | ---------------------------- | --------------------- |
| Aquaman: Power Wave | Six Flags Over Texas                       | Vereinigte Staaten           | 11. März 2023         |
| Blu Power           | Tetysblu Theme Park                        | Kasachstan                   | 21. Juli 2021         |
| Giant Splash        | Lotte World Adventure Busan – Magic Forest | Südkorea                     | 31. März 2022         |
| Power Splash        | Happy Valley (Shenzhen)                    | Volksrepublik China          | 2. Oktober 2019       |
| Pulsar              | Walibi Belgium                             | Belgien                      | 4. Juni 2016          |
|                     | Real Madrid World                          | Vereinigte Arabische Emirate | eingelagert seit 2021 |
|                     | Sunac Cultural Tourism City                | Volksrepublik China          | 2024                  |